# John Mulcahy
John Joseph Francis Mulcahy (ur. 20 lipca 1876 w Nowym Jorku, zm. 19 listopada 1942 tamże) – amerykański wioślarz, dwukrotny medalista olimpijski.
Wystąpił na igrzyskach olimpijskich w Saint Louis w 1904 roku, gdzie razem z Williamem Varleyem wywalczył złoty medal w dwójce podwójnej. Na tej samej imprezie wspólnie z Varleyem zdobył także srebrny medal w dwójce bez sternika. Wyprzedzili ich jedynie Robert Farnan i Joseph Ryan. Były to jego jedyne starty olimpijskie.
Jeszcze w trakcie kariery został prezydentem Atalanta Boat Club w Nowym Jorku. Pracował także jako trener futbolu na Seton Hall University oraz wioślarstwa na Fordham University, którego był absolwentem. Był także menadżerem w Midvale Steel Company w Coatesville.